# Simalia boeleni
Simalia boeleni är en ormart som beskrevs av Brongersma 1953. Simalia boeleni ingår i släktet Simalia och familjen pytonormar. Inga underarter finns listade i Catalogue of Life.
Arten förekommer på Nya Guinea. De första exemplaren upptäcktes i en bergstrakt vid 1700 meter över havet. Honor lägger ägg.